# Herpetogramma basalis
Herpetogramma basalis là một loài bướm đêm trong họ Crambidae.